# マーク・ピュー
マーク・アンソニー・ピュー（Marc Anthony Pugh、1987年4月2日 - ）は、イングランド・ランカシャー州ロッセンデール出身の元プロサッカー選手。現役時代のポジションは、ミッドフィールダー。

## 経歴
バーンリーFCのアカデミーで育成されたが、トップチーム昇格後は出番を得られず、2005-06シーズン終了後に退団。
バーンリー退団後、3週間のトライアルを経てリーグ2のベリーFCに加入。
その後も下位リーグでのプレーを続けた。
2010年6月4日、リーグ2のヘレフォード・ユナイテッドFCからリーグ1のAFCボーンマスに移籍。すぐにレギュラーに定着すると、2012-13シーズンにはリーグ1を2位で終えチャンピオンシップ昇格を果たした。そして2014-15シーズンにチャンピオンシップを制覇しクラブ史上初のプレミアリーグ昇格に貢献した。
2019年7月、クイーンズ・パーク・レンジャーズFCへ移籍。

## 人物
ランカシャー・ロッセンデールのベイカップという町で生まれた。既婚者で娘が二人いる。敬虔なクリスチャンである。

## タイトル

### クラブ
ボーンマス
- フットボールリーグ・チャンピオンシップ：2014–15[7]